# Kira Kubbe

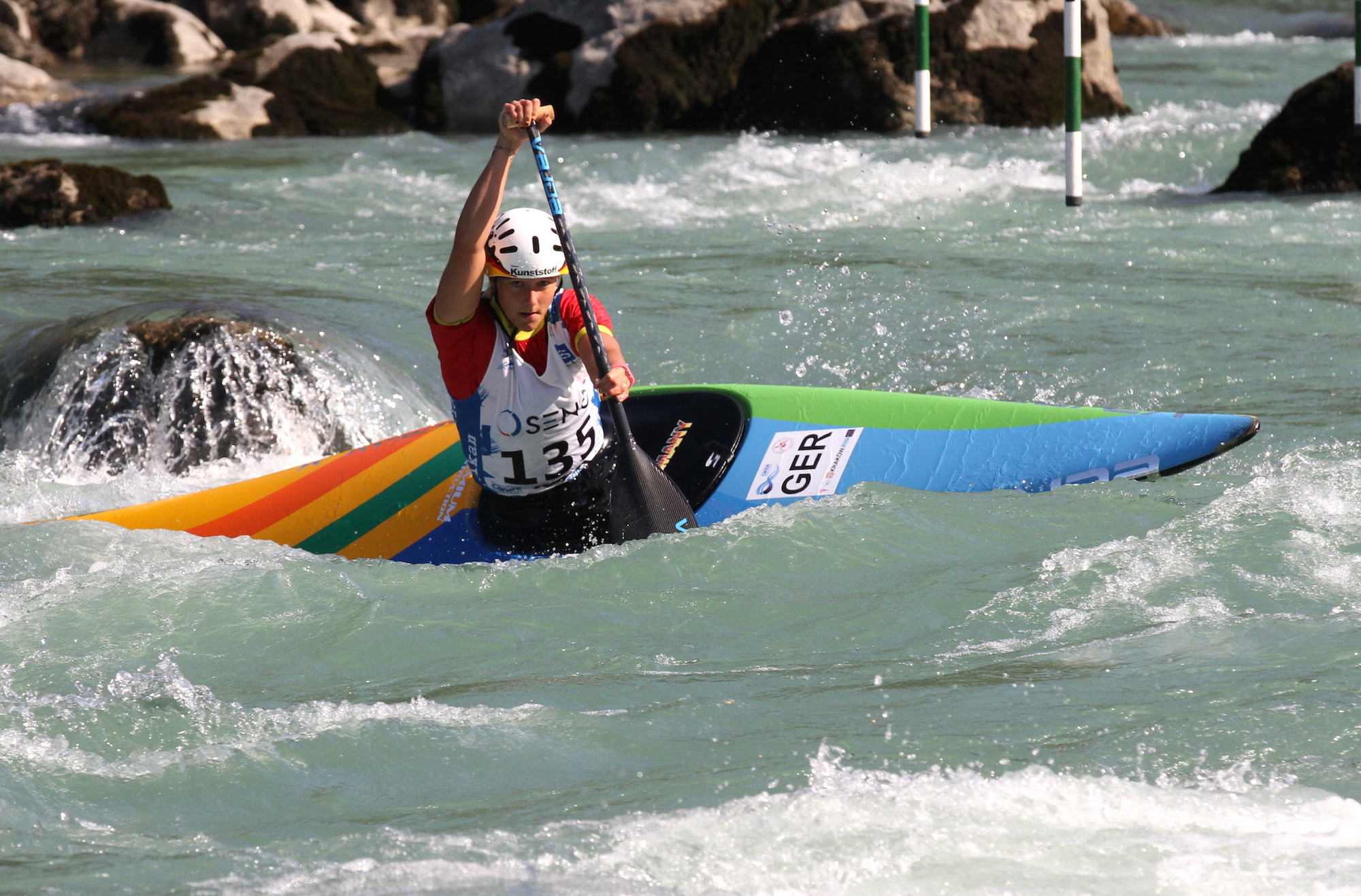
Kira Kubbe bei den Junioren-Europameisterschaften 2016 in Solkan/SLO

Kira Kubbe (* 15. Juni 1998 in Winsen an der Luhe) ist eine deutsche Kanutin.

## Leben
Kira Kubbe begann im Sommer 2008 das Kajaktraining in der Kanuabteilung des MTV Luhdorf-Roydorf. Sie entschied sich früh für die Bootsklasse Canadier (C1) im Kanuslalom, die nach wie vor ihr Schwerpunkt ist. Nach gewonnenen Niedersächsischen Landesmeisterschaften und Norddeutschen Meisterschaften wurde Kubbe 2011 erstmals deutsche Meisterin bei den Schülern im C1. Diesen Titel konnte sie 2012 als Schülerin erfolgreich verteidigen. In der Klasse der Jugendlichen gewann Kira Kubbe 2013 und 2014 ebenfalls im C1 die deutsche Meisterschaft. 2015 wurde sie bei den Junioren erneut Deutsche Meisterin. 2016 schloss sie bei den Juniorinnen mit Platz 2 ab. Sie gewann in der Leistungsklasse die deutsche Meisterschaft.
2013 erfolgte die Nominierung für das deutsche Kanu-Slalom-Junior-Team und der Gewinn der Team-Silbermedaille bei den Weltmeisterschaften in Liptovský Mikuláš (Slowakei) und der Europameisterschaft in Bourg-Saint-Maurice (Frankreich). 2014 startete Kira Kubbe für das deutsche Kanu-Slalom-U23-Team und gewann dort erneut Silber mit der Mannschaft bei der EM in Skopje (Mazedonien). 2015 erfolgten Einsätze bei der EM der Leistungsklasse in Markkleeberg (Deutschland) sowie bei der WM der Leistungsklasse in London (Vereinigtes Königreich), bei beiden Veranstaltungen fuhr sie ins Finale und wurde bestes deutsches Boot bei den C1-Damen.
Das bisher sportlich erfolgreichste Jahr war 2016. Die Bilanz: Deutsche Meisterschaft in der Leistungsklasse, Platz drei bei der Junioren- und U23-WM in Krakau (Polen), Vizeeuropameisterin bei der Junioren- und U23-EM in Solkan (Slowenien) sowie Gesamtsiegerin des Nachwuchscups.
Im März 2014 und 2017 erfolgten die Ehrungen zur Sportlerin des Jahres 2013 und 2016 durch den Kreissportbund (KSB) und dem Landkreis Harburg in Winsen.
Sie startet nach wie vor für ihren Heimatverein, den MTV Luhdorf-Roydorf in Winsen (Luhe).